# Marmota baibacina
Marmota cenușie sau marmota de Altai (Marmota baibacina) este o specie de marmotă, din ordinul rozătoarelor / Rodentia.

## Descriere
Marmota cenușie își are numele de la blana sa brună bătând spre cenușiu, mai închisă pe cap. Are o talie similară cu marmota alpină.

## Distribuție și habitat
Acest mamifer săpător viețuiește în stepele din Asia centrală (Mongolia, China, Kazahstan și Altai) și din Rusia, la altitudini cuprinse între 800 și 4.000 de metri.
În Altaiul mongol arealul marmotei cenușii se suprapune peste cel al marmotei siberiene.

## Filogenie și evoluție
Specia Marmota baibacina cuprinde trei subspecii: Marmota baibacina baibacina, Marmota baibacina centralis și Marmota baibacina katschenkai, cu o rezervă pentru aceasta din urmă: după unele analize genetice există diferențe notabile, care pot să facă din aceasta o specie separată.